# Alfa Romeo Twin Spark (двигатель)
Alfa Romeo Twin Spark (TS) — технология двигателей, заключающаяся в использовании двух свечей зажигания на каждый цилиндр. Использована впервые на автомобиле Alfa Romeo Grand Prix в 1914 году. В начале 1960-х годов данная технология применялась в гонках на автомобилях GTA и TZ, позволяющая достигать максимальной мощности из своих двигателей. Позднее в середине 1980-х годов Alfa Romeo внедрила эту технологию в свои дорожные автомобили для повышения их мощности и соблюдения строгих норм по выбросу вредных газов.

## 8-и клапанные двигатели Twin Spark
Алюминиевый блок цилиндров, цепной привод ГРМ, две идентичные свечи зажигания.

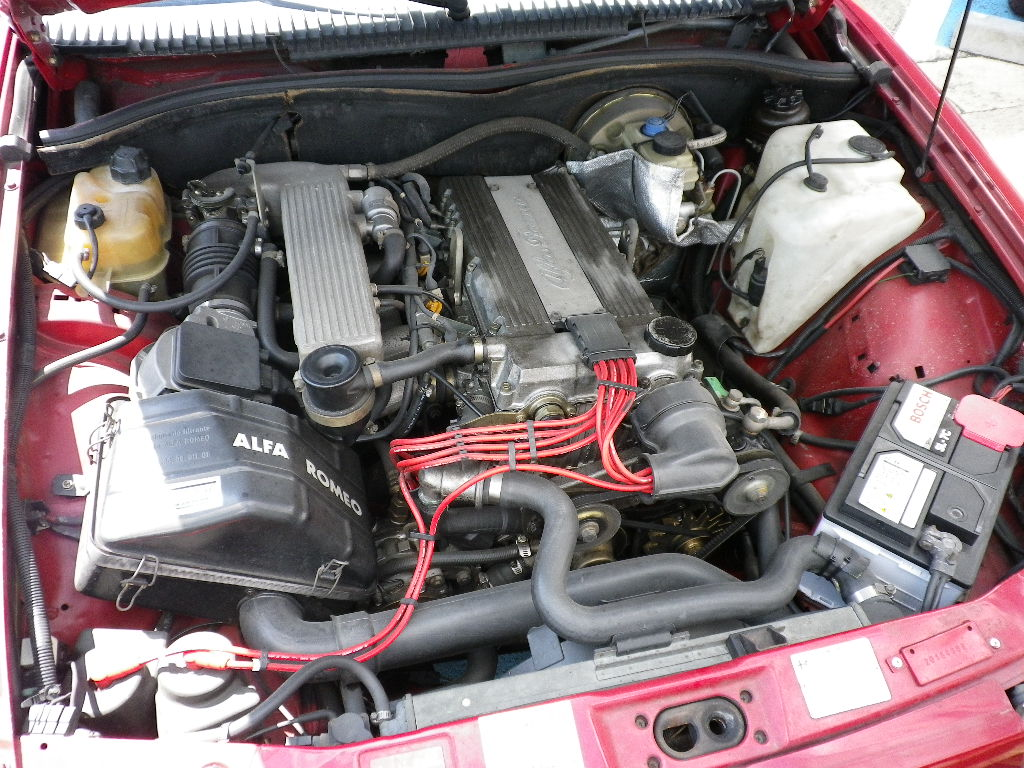
8-и клапанный Twin Spark на Alfa Romeo 75.

- 1,7 л. 1,749  см³ — 84 кВт (115 л.с.) при 6000 об/мин, 146 Н/м при 3500 об/мин;
- 1,8 л. 1,773  см³ — 98 кВт (129 л.с.) при 6000 об/мин, 165 Н/м при 5000 об/мин;
- 2,0 л. 1,962  см³ — 109 кВт (148 л.с.) при 5800 об/мин, 186 Н/м при 3000 об/мин;
- 2,0 л. 1,995  см³ — 104 кВт (143 л.с.) при 6000 об/мин, 187 Н/м при 5000 об/мин (с катализатором).

Применение:
- Alfa Romeo 75
- Alfa Romeo 155
- Alfa Romeo 164

## 16-и клапанные двигатели Twin Spark
Чугунный блок цилиндров, ременной привод ГРМ, одна из двух свечей имеет меньший диаметр.

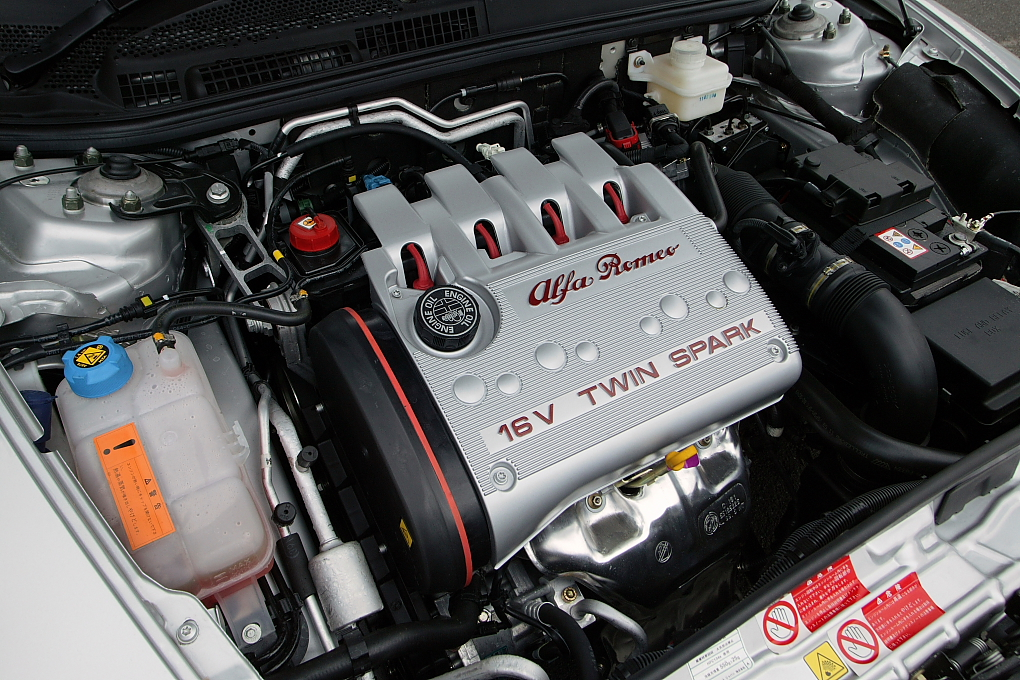
16-и клапанный Twin Spark

- 1,4 л. 1,370  см³ — 76 кВт (103 л.с.) при 6300 об/мин, 124 Н/м при 4600 об/мин;
- 1,6 л. 1,598  см³ — 77-88 кВт (105—120 л.с.) при 5600-6200 об/мин, 140—146 Н/м при 4200-4500 об/мин;
- 1,8 л. 1,747  см³ — 103—106 кВт (140—144 л.с.) при 6500 об/мин, 163—169 Н/м при 3500-3900 об/мин;
- 2,0 л. 1,970  см³ — 110—114 кВт (150—155 л.с.) при 6400 об/мин, 181—187 Н/м при 3500-3800 об/мин.

Применение:
- Alfa Romeo 145
- Alfa Romeo 146
- Alfa Romeo 155
- Alfa Romeo GTV и Spider (Серия 916)
- Alfa Romeo 156
- Alfa Romeo 147
- Alfa Romeo 166
- Alfa Romeo GT
- Alfa Romeo 75